# Equites Singulares Augusti

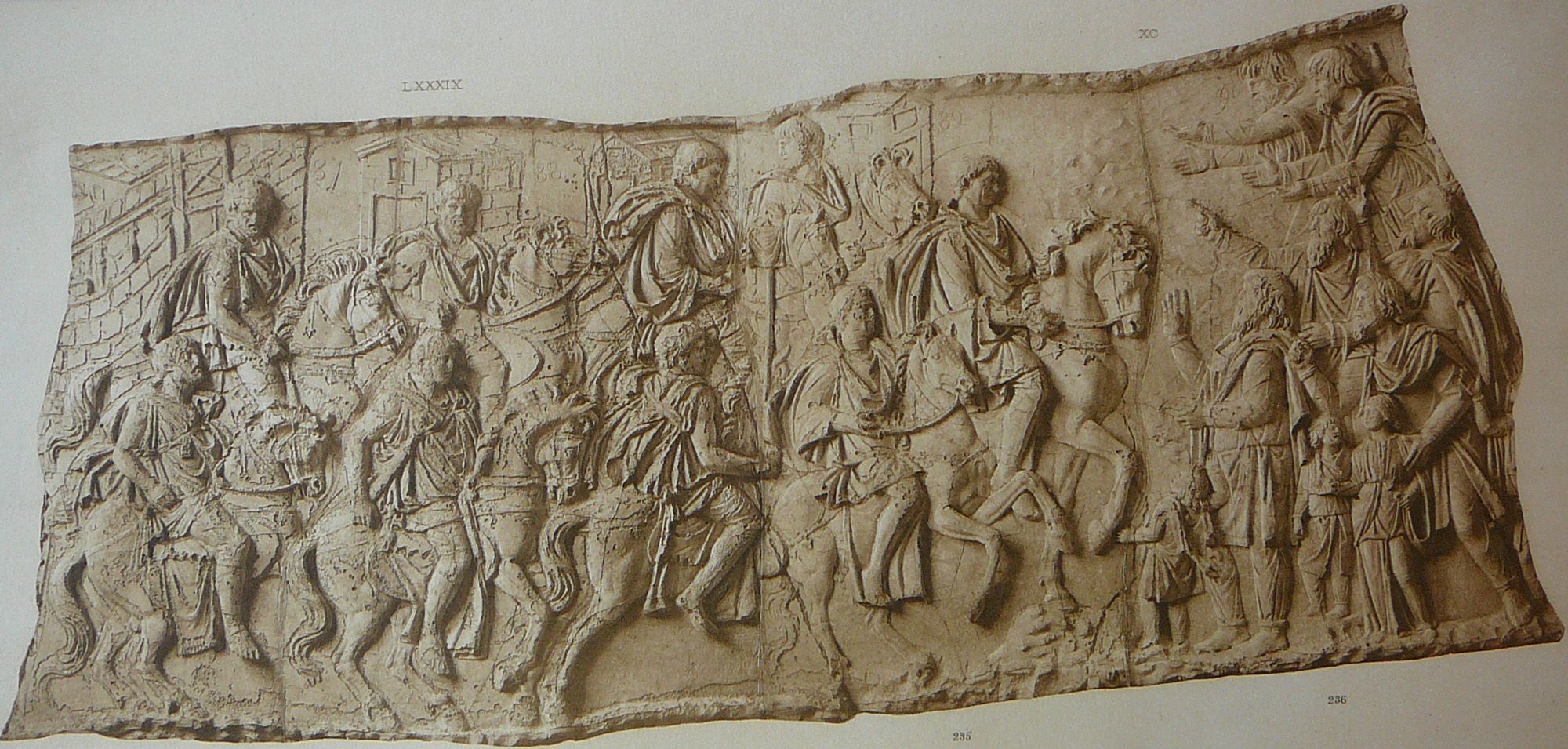
La garde montée impériale à la rencontre des chefs daces (colonne trajane).

Les Equites Singulares Augusti sont un corps de cavalerie de l'armée romaine affecté à la garde de l'empereur.

## Origines
Une garde impériale à cheval a déjà existé pour Auguste, connue sous le nom de Batavi (ou Germani Corporis Custodes), qui l'a dissoute après le désastre de Varus en 9. Cette garde sera reconstituée par Tibère en 14 puis à nouveau dissoute par Galba en 68. Trajan en recrutera une nouvelle : les Equites Singulares Augusti.

## Recrutement et organisation
Ils sont recrutés à partir de la cavalerie auxiliaire des provinces, en particulier celle se trouvant le long du Rhin et du Danube. Ce corps est calqué sur le modèle des unités de singulares qui servent de gardes du corps aux gouverneurs de province et aux légats des légions. Il est formé à la fin du Ier siècle apr. J.-C., probablement par l'empereur Trajan, en remplacement des Speculatores Augusti dans leur fonction de garde du corps afin de prévenir un coup d'État de la Garde prétorienne à la suite de l'assassinat de l'empereur Domitien.
Les hommes sont sélectionnés, sans doute par le gouverneur de la province, après avoir déjà servi trois à sept ans et prouvé leur compétence. Ils doivent dans un premier temps 27 à 29 ans de service, puis 25 ans à partir de 138. Ils semblent avoir obtenu la citoyenneté romaine lors du transfert à Rome, sans avoir terminé leurs 25 ans de service comme la plupart des autres auxiliaires.
Ils sont organisés et équipés comme une unité de cavalerie (ala) régulière (constituant un numerus de 500 hommes) et sont logés dans leur propre camp sur le Cælius. Leur commandement est assuré par un tribun, lui-même sous l'autorité du préfet du prétoire. Le tribun passe normalement par un commandement dans les cohortes urbaines, puis dans une cohorte prétorienne ; un certain nombre d'eux deviennent plus tard préfets du prétoire. L'unité est divisée en turmes, probablement forte d'environ 30 hommes, chacune dirigée par un décurion avec un duplicarius et un sesquiplicarius comme adjoints, le décurion senior est désigné decurio princeps.
Sous Septime Sévère, un nouveau camp est construit sur le Caelius pour compléter l'ancien, pour une capacité estimée de 500 hommes, indiquant soit que l'unité originale a été scindée en deux, ou qu’une seconde unité d’Equites Singulares Ausgusti a été créée. En tout cas, il y a dorénavant deux tribuns à leurs têtes.
Les Singulares sont souvent transférés comme officiers dans des unités de cavalerie de l'Empire, fonctionnant à la manière d'une « école d'officiers » pour l'armée romaine, mais sa fonction principale est d'escorter l'empereur sur le terrain.

## Histoire
Les Equites Singulares ont participé aux campagnes daciques de Trajan, d'Hadrien en Orient, et ont combattu sous Septime Sévère à Lugdunum en 197 et en Orient. Le préfet du prétoire Cléandre les a utilisés contre des manifestants tentant de se plaindre auprès de l'empereur Commode dans une villa en dehors de Rome en 189.
La fin des Equites Singulares Augusti est inconnue. Ils disparaissent des inscriptions dans les années 260
En 312, après la défaite de Maxence à la bataille du pont Milvius, le régiment a été dissout, avec le reste de la garde prétorienne par Constantin I (323 à 37). Dioclétien (284-305) avait déjà établi les Scholae, régiments de cavalerie d'élite constituant la garde rapprochée de l'empereur. Les Scholae ont pu être également créées en parallèle par Constantin en tant que remplaçants  des equites singulares.
Les equites singulares ont été en particulier étudiés par Michael P. Speidel qui a notamment réalisé le corpus rassemblant toutes les inscriptions les concernant.